# Ҽ
Ҽ, ҽ (в Юникоде называется абхазская че) — буква расширенной кириллицы. Используется в абхазском языке, где является 54-й буквой алфавита. Обозначает согласный звук [ʈ͡ʂʰ].
В латинице буква передаётся как č, ċ, ç̄ или ćh, в грузинском варианте — как ჩჾ.